# 豊津村 (愛知県)
豊津村（とよつむら）は、愛知県八名郡にかつて存在した村。
大和村→一宮町を経て、現在の豊川市豊津町に該当する。

## 歴史
- 江戸時代、この地域は吉田藩領であった。
- 1878年（明治11年）12月28日 - 中島村、日下部村、井之島村、橋尾村が合併し、豊津村となる。
- 1882年（明治15年）6月 - 旧・橋尾村の地域が分立し、橋尾村となる。
- 1889年（明治22年）10月1日 - 町村制により、改めて豊津村が発足。
- 1920年（大正9年）8月1日 - 橋尾村と合併し、大和村が発足、同日豊津村は廃止。

## 学校
- 豊津尋常小学校　（後の一宮町立大和小学校）

## 神社・仏閣
- 豊津神社